# خولة بنت حكيم
أم شريك خولة بنت حكيم السُلميّة صحابية، زوجة للصحابي عثمان بن مظعون.

## نسبها
هي خولة بنت حكيم بن أمية بن حارثة بن الأوقص بن مرة بن هلال بن فالج بن ثعلبة بن ذكوان بن امرئ القيس بن بهتة بن سليم السلمية.

## حياتها
هي صحابية من المهاجرات، يُروى أنّها وهبت نفسها للنبي يُقال: وهبت نفسها قبل زواجها من عثمان بن مظعون وقيل: بعده

## رواياتها
روت خولة بنت حكيم عدة أحاديث عن النبي محمد، منها قوله: من نزل منزلاً فليقل: أعوذ بكلمات الله التامات من شر ما خلق، ومنها: أنه خرج وهو محتضن أحد ابني ابنته وهو يقول إنكم لتجنبون وتجهلون وتبخلون وإنكم لمن ريحان الله. ومنها: أنها سألته: عن المرأة التي ترى في المنام ما يرى الرجل، فقال: ليس عليها غسل حتى ينزل، وسألته: إن لك حوضاً؟ فقال: نعم، وأحب من ورده إليَّ قومكِ.